# Apaxtla
Apaxtla è un comune del Messico, situato nello stato di Guerrero, il cui capoluogo è la località di Apaxtla de Castrejón.
Conta 11.159 abitanti (2015) e ha un'estensione di 626,57 km².